# Аллювиальная равнина
Аллювиальная равнина (от лат. alluvialis «наносный») — равнина, возникающая вследствие аккумулятивной деятельности крупных рек. Особенно обширные аллювиальные равнины возникают при блуждании рек в областях тектонических опусканий. С поверхности складываются речными отложениями (чаще всего пески различного размера), мощность которых может доходить до нескольких сотен метров (Индо-Гангская равнина, впадина Конго, Среднедунайская низменность и так далее).